# Plataforma da Crimeia

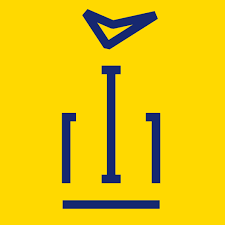
Emblema do movimento

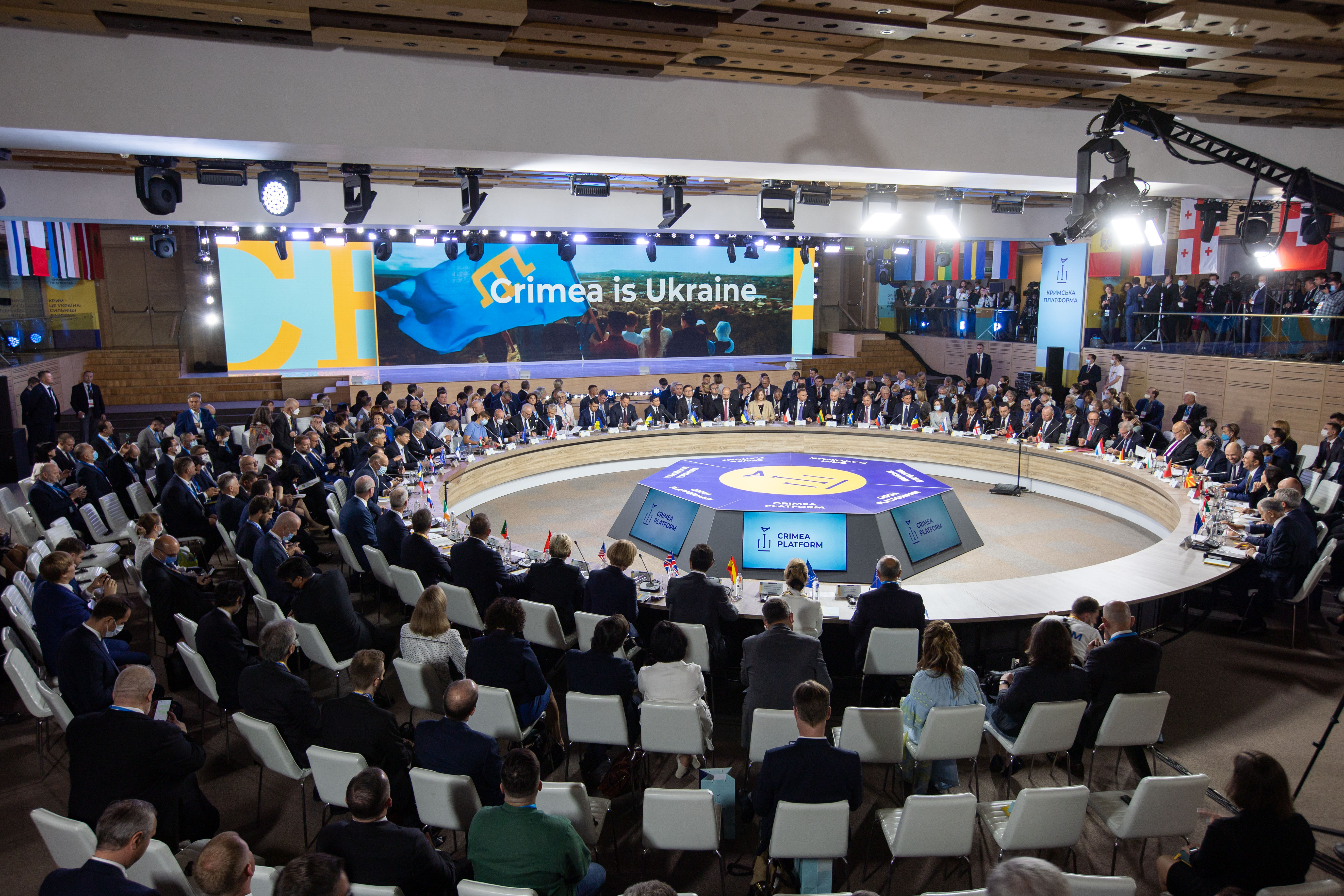
Conferência Inaugural da Plataforma da Crimeia em Kiev.

A Plataforma da Crimeia (em ucraniano:  Кримська платформа, transl. Krymska platforma) é uma iniciativa diplomática da Ucrânia e de seu presidente, Volodymyr Zelensky. Destina-se a ser um mecanismo de coordenação internacional para restaurar as relações Rússia-Ucrânia por meio da reversão da anexação da Crimeia em 2014 pela Federação Russa. A proteção dos direitos humanos dos tártaros da Crimeia, a degradação ambiental e o sufocamento do comércio na região do Mar Negro e de Azove também foram assuntos discutidos na cúpula. A cúpula inaugural da plataforma ocorreu em 23 de agosto de 2021, na véspera do 30º aniversário da independência da Ucrânia.

## Criação e fomento
Os planos para tal evento foram anunciados pelo Ministério da Reintegração dos Territórios Temporariamente Ocupados, e na 75ª sessão da Assembleia Geral da ONU em setembro de 2020. A primeira menção à Plataforma da Crimeia apareceu em novembro de 2020, quando a Primeira Vice-Ministra das Relações Exteriores, Emine Japarova, a apresentou aos embaixadores dos Estados-membros da UE e discutiu os aspectos práticos do envolvimento da União Europeia em suas atividades. Posteriormente, as autoridades ucranianas conduziram uma campanha para envolver os países ocidentais na plataforma. Em 26 de fevereiro de 2021, o presidente Zelensky assinou um decreto "Sobre certas medidas destinadas à desocupação e reintegração do território temporariamente ocupado da República Autônoma da Crimeia e da cidade de Sebastopol", que decidiu criar um Comitê Organizador para a Plataforma da Crimeia. O Presidente desse Comitê Organizador da Plataforma da Crimeia é o Ministro de Relações Exteriores da Ucrânia, Dmytro Kuleba. Prevê-se que a Plataforma da Crimeia seja exposta na Assembleia Parlamentar do Conselho da Europa.